# مارسيو بايفا
مارسيو بايفا هو لاعب كرة قدم برتغالي في مركز حراسة المرمى، ولد في 31 يوليو 1980. لعب مع أونياو ليريا وفيتوريا دي غيماريش ونادي ريو أفي.

## وصلات خارجية
- مارسيو بايفا على موقع قاعدة بيانات كرة القدم.إي يو (الإنجليزية)
- مارسيو بايفا على موقع Soccerway.com (الإنجليزية)